# Juxtaxanthias tetraodon
Juxtaxanthias tetraodon is een krabbensoort uit de familie van de Xanthidae. De wetenschappelijke naam van de soort is voor het eerst geldig gepubliceerd in 1862 door Heller.